# Битва при Сентине
Битва при Сентине — решающее сражение во время Третьей самнитской войны, произошедшее в 295 году до н. э. у города Сентина, юго-западнее нынешней Анконы в итальянской области Марке. В нём римские войска победили объединённую армию самнитов и галльского племени сеннонов.

## История
Римские отряды находились под управлением консулов Публия Деция Муса и Квинта Фабия Максима Руллиана и составляли две полные консульские армии общей численностью в 38 тысяч человек. Это были 4 римских легиона, усиленных кавалерией, отряд в 1 тысячу всадников из Кампании, 4 легиона из союзников, в первую очередь латинян, подкреплённых также сильным кавалерийским отрядом из союзных народов. Против римлян выступило примерно равное по численности войско из самнитов и галлов. Умбры и этруски, связанные в своих областях операциями против других римских отрядов, помощи самнитам не оказали. Попытка самнитов соединиться с галлами была предотвращена римлянами их операцией при Камерине, поэтому оба враждебных римлянам войска к началу битвы оставались разъединёнными.
Враги встретились у Сентина, однако 2 дня стояли друг против друга, готовясь к битве. Затем римляне атаковали своих противников. Отряд Фабия Максима стоял на правом фланге против самнитского войска, отряд Деция Муса — на левом против галлов. Галлам удалось при помощи своих боевых колесниц пробить широкие бреши в римских рядах. В этой схватке пал и римский консул Публий Деций Мус (согласно римскому преданию, чтобы дать римлянам победу, он призвал богов принять его жизнь как жертву). В то же время Фабий Максим разгромил самнитов и ударил на наступающих галлов с флангов, чем в конце концов и обратил их в бегство. В этом сражении также погиб и предводитель самнитов Геллий Эгнатий.
В результате победы римлян при Сентине исход Третьей Самнитской войны, несмотря на то, что она продолжалась до 290 года до н. э., был в целом определён.